# Castle Club
Le Castle Club est une ancienne école de Broomhouse Lane, dans le quartier de Fulham, à Londres, classée au grade II.
Il a été construit en 1855 en style néo-gothique et l'architecte était Horace Francis.
C'était autrefois le Eight Feathers Club et était à l'origine une école.
Elle a été construite sous le nom " Elizabethan Ragged School" et financée par Laurence Sulivan, petit-fils de Laurence Sulivan, député, président de la Compagnie des Indes. Elle a été nommée en l'honneur de l'épouse de Sulivan, Elizabeth, la plus jeune sœur du premier ministre Lord Palmerston. Elle devint plus tard une école pour enfants tuberculeux, puis un club de jeunes.